# Black River (Connecticut River)
Pour les articles homonymes, voir Black River.
La Black River est une rivière américaine d'une longueur de 65 km qui coule dans l'État du Vermont. Elle est un affluent du fleuve Connecticut.

## Source de la traduction
- (de) Cet article est partiellement ou en totalité issu de l’article de Wikipédia en allemand intitulé « Black River (Connecticut River) » (voir la liste des auteurs).